# Raúl Lozano Marcos
Raúl Lozano Marcos (Salamanca, 25 de gener de 1977) és un exfutbolista professional castellanolleonès, que ocupava la posició de migcampista.

## Trajectòria
Format a la UD Salamanca, a la campanya 95/96 debuta a la màxima categoria amb el primer equip salmantí. No tindria continuïtat i retornaria al filial, fins que el 1998 és captat per l'Sporting de Gijón per jugar amb el seu equip B.
La temporada 99/00 puja a l'Sporting A, però tot just disputat 10 partits. És l'any següent quan es consolida en el planter asturià. Destaca la temporada 01/02, amb 38 partits i 6 gols. L'estiu del 2003 fitxa per l'Almeria CF, on quallaria tres temporades discretes. En total, entre l'Sporting i l'Almeria, el migcampista ha sumat 190 partits a la categoria d'argent.
Des del 2006, Raul Lozano va formar en equips de Segona B, com l'Oriola CF (06/07), el CD Ourense (07/08) i el Guijuelo (08/09).
Al juny del 2009 es va retirar per a dedicar-se a la secretaria tècnica de l'Sporting de Gijón.